# Arrondissement Villefranche-de-Rouergue
Das Arrondissement Villefranche-de-Rouergue ist eine Verwaltungseinheit des Départements Aveyron in der französischen Region Okzitanien. Hauptort (Unterpräfektur) ist Villefranche-de-Rouergue.
Im Arrondissement liegen acht Wahlkreise (Kantone) und 96 Gemeinden.

## Wahlkreise
- Kanton Aveyron et Tarn
- Kanton Ceor-Ségala
- Kanton Enne et Alzou
- Kanton Lot et Dourdou (mit acht von elf Gemeinden)
- Kanton Lot et Montbazinois
- Kanton Monts du Réquistanais (mit drei von 14 Gemeinden)
- Kanton Villefranche-de-Rouergue
- Kanton Villeneuvois et Villefranchois

## Gemeinden
Die Gemeinden des Arrondissements Villefranche-de-Rouergue sind:
| 1. Almont-les-Junies (12004)       | 2. Ambeyrac (12007)                  | 3. Anglars-Saint-Félix (12008)        | 4. Asprières (12012)            |
| 5. Aubin (12013)                   | 6. Auzits (12016)                    | 7. Balaguier-d’Olt (12018)            | 8. Baraqueville (12056)         |
| 9. Belcastel (12024)               | 10. Boisse-Penchot (12028)           | 11. Bor-et-Bar (12029)                | 12. Bouillac (12030)            |
| 13. Bournazel (12031)              | 14. Boussac (12032)                  | 15. Brandonnet (12034)                | 16. Cabanès (12041)             |
| 17. Calmont (12043)                | 18. Camboulazet (12045)              | 19. Camjac (12046)                    | 20. Capdenac-Gare (12052)       |
| 21. Cassagnes-Bégonhès (12057)     | 22. Castanet (12059)                 | 23. Castelmary (12060)                | 24. Causse-et-Diège (12257)     |
| 25. Centrès (12065)                | 26. Colombiès (12068)                | 27. Compolibat (12071)                | 28. Cransac-les-Thermes (12083) |
| 29. Crespin (12085)                | 30. Decazeville (12089)              | 31. Drulhe (12091)                    | 32. Escandolières (12095)       |
| 33. Firmi (12100)                  | 34. Flagnac (12101)                  | 35. Foissac (12104)                   | 36. Galgan (12108)              |
| 37. Goutrens (12111)               | 38. Gramond (12113)                  | 39. La Capelle-Balaguier (12053)      | 40. La Capelle-Bleys (12054)    |
| 41. La Fouillade (12105)           | 42. La Rouquette (12205)             | 43. La Salvetat-Peyralès (12258)      | 44. Lanuéjouls (12121)          |
| 45. Le Bas Ségala (12021)          | 46. Les Albres (12003)               | 47. Lescure-Jaoul (12128)             | 48. Livinhac-le-Haut (12130)    |
| 49. Lugan (12134)                  | 50. Lunac (12135)                    | 51. Maleville (12136)                 | 52. Manhac (12137)              |
| 53. Martiel (12140)                | 54. Mayran (12142)                   | 55. Meljac (12144)                    | 56. Montbazens (12148)          |
| 57. Monteils (12150)               | 58. Montsalès (12158)                | 59. Morlhon-le-Haut (12159)           | 60. Moyrazès (12162)            |
| 61. Najac (12167)                  | 62. Naucelle (12169)                 | 63. Naussac (12170)                   | 64. Ols-et-Rinhodes (12175)     |
| 65. Peyrusse-le-Roc (12181)        | 66. Pradinas (12189)                 | 67. Prévinquières (12190)             | 68. Privezac (12191)            |
| 69. Quins (12194)                  | 70. Rieupeyroux (12198)              | 71. Rignac (12199)                    | 72. Roussennac (12206)          |
| 73. Saint-André-de-Najac (12210)   | 74. Sainte-Croix (12217)             | 75. Sainte-Juliette-sur-Viaur (12234) | 76. Saint-Igest (12227)         |
| 77. Saint-Just-sur-Viaur (12235)   | 78. Saint-Parthem (12240)            | 79. Saint-Rémy (12242)                | 80. Saint-Santin (12246)        |
| 81. Salles-Courbatiès (12252)      | 82. Salvagnac-Cajarc (12256)         | 83. Sanvensa (12259)                  | 84. Saujac (12261)              |
| 85. Sauveterre-de-Rouergue (12262) | 86. Savignac (12263)                 | 87. Sonnac (12272)                    | 88. Tauriac-de-Naucelle (12276) |
| 89. Tayrac (12278)                 | 90. Toulonjac (12281)                | 91. Vailhourles (12287)               | 92. Valzergues (12289)          |
| 93. Vaureilles (12290)             | 94. Villefranche-de-Rouergue (12300) | 95. Villeneuve (12301)                | 96. Viviez (12305)              |

## Neuordnung der Arrondissements 2017

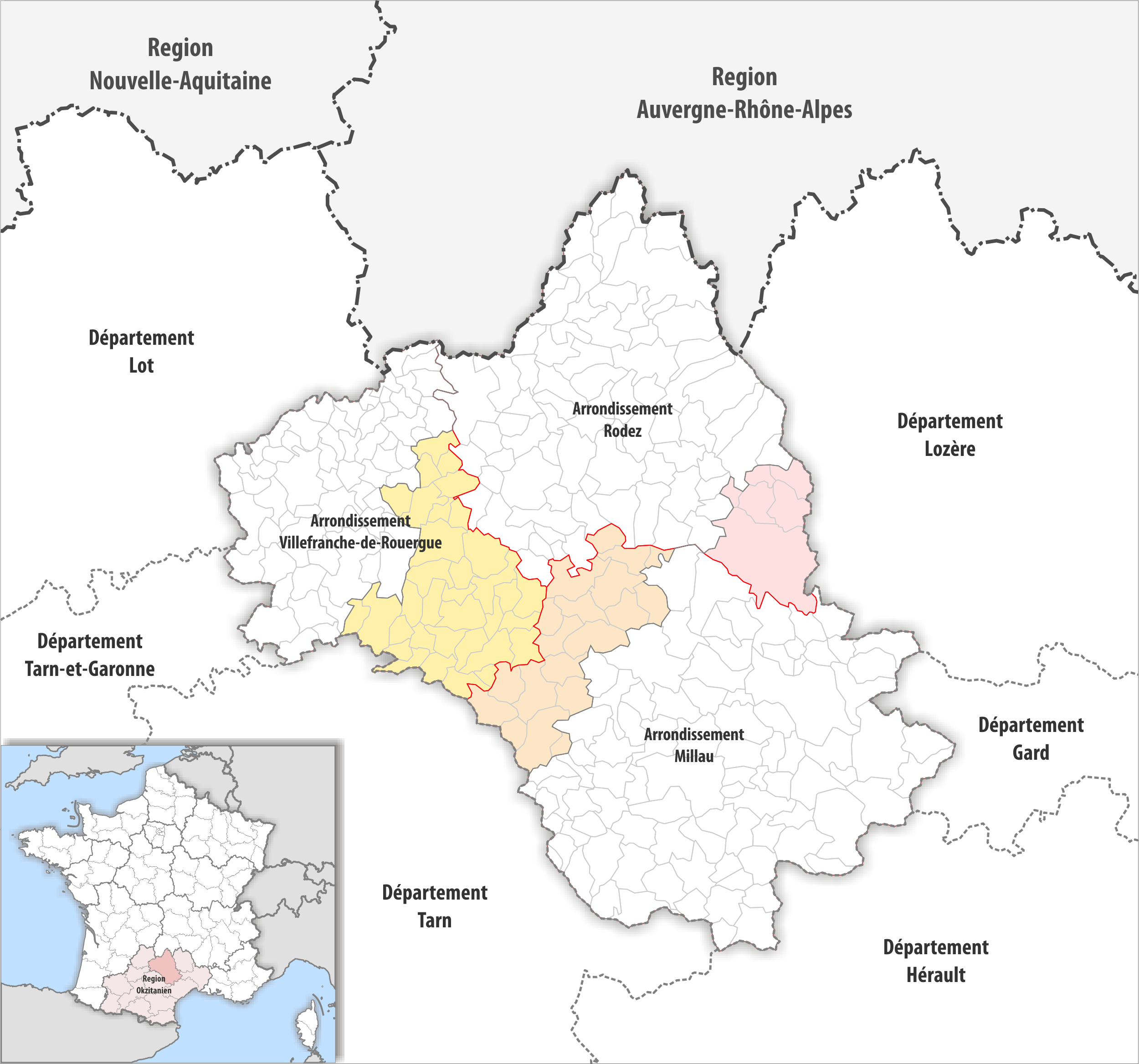
Arrondissementsanpassungen im Jahr 2017

Durch die Neuordnung der Arrondissements im Jahr 2017 wurde aus dem Arrondissement Rodez die Fläche der 34 Gemeinden Anglars-Saint-Félix, Auzits, Baraqueville, Belcastel, Bournazel, Boussac, Cabanès, Calmont, Camboulazet, Camjac, Cassagnes-Bégonhès, Castanet, Castelmary, Centrès, Colombiès, Crespin, Escandolières, Goutrens, Gramond, La Salvetat-Peyralès, Lescure-Jaoul, Manhac, Mayran, Meljac, Moyrazès, Naucelle, Pradinas, Quins, Rignac, Sainte-Juliette-sur-Viaur, Saint-Just-sur-Viaur, Sauveterre-de-Rouergue, Tauriac-de-Naucelle und Tayrac dem Arrondissement Villefranche-de-Rouergue zugewiesen.

## Ehemalige Gemeinden seit der landesweiten Neuordnung der Kantone
bis 2015: La Bastide-l’Évêque, Saint-Salvadou, Vabre-Tizac